# Chiptune
Chiptune ou Chipmusic é um gênero de música eletrônica sintetizada, produzido por chips de som de antigos computadores, consoles de videogame e máquinas de arcade e também com a emulação.
No início de 1980, os preços dos computadores pessoais tornaram-se mais acessíveis. Em alguns deles, como o Commodore Amiga, era possível produzir (sequenciar) música eletrônica baseada em samples. Tornando o computador pessoal uma alternativa aos músicos que não possuíam verba ou acesso a estúdios e aos caros sintetizadores e drum machines. Essa demanda levou a uma proliferação de computadores desatualizados e consoles de jogos abandonados, quando os consumidores se atualizavam para máquinas mais novas. 
O chiptune é relativamente fácil de ser encontrado, o que o torna um método altamente acessível e barato de criar som. Embora tenha sido um gênero predominantemente underground, o chiptune teve períodos de popularidade moderado nos anos 90 e principalmente no começo do século, através de selos como o 8bitpeoples e festivais como o Blip Festival New York.
Os chiptunes são fortemente relacionados à música de vídeo games. Seu auge foi nos anos 80 e 90, quando estes sons característicos sintetizados eram os únicos disponíveis para a criação de música em computadores. Os compositores possuíam grande flexibilidade em sintetizar os som dos instrumentos, mas os chiptunes tinham somente geradores de tons e geradores de ruído, impondo limitações na complexidade e no aspecto das músicas. Parecendo ásperos, estranhos e repetitivos, característicos dos vídeo game antigos. 
O termo, é normalmente usado para representar a música formada por sons de sintetizadores com valores artísticos limitados por hardware. Com o advento da modernidade, um dos desafios dos compositores de chiptunes é conseguir produzir os timbres ásperos característicos utilizando o recurso tecnológico atual, visto que a característica principal do chiptune é a limitação dos recursos. Geralmente é utilizado programas virtuais denominados Trackers para conversão dos sons após a composição, recriando os timbres.
Existem vários músicos que classificam o Chiptune como princípal estilo musical. As características deste gênero também são amplamente utilizadas como pequenos complementos sonoros em músicas pop e em músicas eletrônicas tocadas nas festas raves e academias, como techno, trance, entre outros sub-gêneros, como por exemplo:

## Sub-Gêneros

#### Clássica
São as composições originais criados por chips reais, feitos para computadores como o Commodore 64 e para videogames de 8 bits, como por exemplo, o NES e Game Boy. Algumas ficaram eternizadas, como a música-tema do jogo Super Mario Bros.

#### Neo-Clássica
São as músicas criadas atualmente, imitando o padrão dos sons gerados pelos videogames de 8 bits. É emulado através de sintetizadores, sejam eles analógicos ou virtuais (programas trackers). A produção geralmente é distribuída através da internet, gerando um apoio mútuo entre os compositores. Essa metodologia é a que define o termo "chiptune".

#### Electro/Electropop
Gênero musical que mistura o pop com os sons do chiptune original. Os efeitos característicos do chiptune são misturados com batidas de techno, guitarras, vozes, entre outras combinações. Muito usado por grupos eletrônicos, bandas de indie rock, cantores pop, etc. 
O Electropop que tem uma influência realmente grande do chiptune recebe o nome de Bit-pop. Já no Japão há uma versão deste gênero chamado Pico-pop, que apresentam músicas bem alegres e festivas por serem influenciados pelo j-pop.

#### Nintendocore
Uma vertente do chiptune que busca um ritmo e uma desenvoltura extremamente rápida e intensa, misturado com os instrumentos e a voz do metalcore ou do hardcore. O nome "Nintendocore" foi inventado inicialmente como uma piada à empresa Nintendo, desenvolvedora de videogames 8 bits, mas aos poucos acabou sendo oficialmente adotado como nome do estilo.

#### Gamewave
Inspirados na geração new wave, este é um movimento com a intenção de criar músicas de video-games, através de diversas experimentações com outros tipos de música eletrônica.
CircuitMusic
CircuitMusic é parecida com o chiptune. É feito com placas especializadas, não é direcionado a consoles exclusivamentes. Normalmente elas são feitas pelos proprios artistas. Ele também usa influencias de breakcore

### No Brasil
O primeiro festival aconteceu do dia 9 ao 12 de Julho de 2009 em São Paulo. O único selo/coletivo existente no Brasil é o Chippanze, que promove desde 2009 oficinas e shows para a expansão da chipmusic no país. Dentre os artistas no Brasil, destacam-se Droid-on (Brasília), Hypnodrive (Belo Horizonte) e Pulselooper. O artista gráfico baseado em São Paulo, Escaphandro, dedica-se a produção e design de pixel art. Como selo, o Chippanze aproxima-se de seu octogésimo lançamento, e seus membros já se apresentaram em vários estados do Brasil e também Japão, Alemanha, Reino Unido, Uruguai e em Nova York no Blip Festival 2012. 

## Formatos Comuns
- .XM
- .MOD
- .MP3
- .IT
- .S3M
- .WAV

### Tocadores
- Deliplayer - Multi-formato para Windows
- MODPlug Player - Multi-formato de arquivos MODule para Windows
- XMPlay - Multi-formato para Windows
- Chipamp - Pacote de Plugins muito popular para o Winamp
- Oldsk00l Replayer System - Winamp plugin para tocar MOD, Jochen Hippel, Maniacs of Noise, Delta Music 2.0, SidMon 1, David Whittaker, Music Assembler, Fred Monitor, Mark II e modulos DeliTracker
- Beepbox.co - Mapeador online de musica Chiptune

### Alguns sistemas com sonoridade Chiptune
- Atari 2600
- Nintendo Entertainment System
- Super Nintendo
- Master System
- Genesis/Mega Drive
- Game Boy
- Commodore 64
- Commodore Amiga
- MSX

### Estações de Rádio
- Kohina - jogos old school e demo music
- SLAY Radio - Commodore 64 Remixes
- Nectarine - rádio demoscene
- CVGM - Radio

## Ligações Externas
- PixelMusic - Site sobre Chiptune (português).
- Chippanze - Selo brasileiro de Chipmusic (português).

- Chip-on - Arquivo chiptune (inglês)